# Karijärvi (Pajala socken, Norrbotten, 753876-180792)
Karijärvi är en sjö i Pajala kommun i Norrbotten och ingår i Torneälvens huvudavrinningsområde. Sjön har en area på 0,234 kvadratkilometer och ligger 256,1 meter över havet.

## Delavrinningsområde
Karijärvi ingår i det delavrinningsområde (753657-180654) som SMHI kallar för Ovan Kylmänkursunoja. Medelhöjden är 267 meter över havet och ytan är 15,23 kvadratkilometer. Räknas de 11 avrinningsområdena uppströms in blir den ackumulerade arean 289,88 kvadratkilometer. Parkajoki som avvattnar avrinningsområdet har biflödesordning 3, vilket innebär att vattnet flödar genom totalt 3 vattendrag innan det når havet efter 310 kilometer. Avrinningsområdet består mestadels av skog (84 procent). Avrinningsområdet har 0,63 kvadratkilometer vattenytor vilket ger det en sjöprocent på 4,1 procent.